# Adenoidectomia
L'adenoidectomia è l'operazione chirurgica di asportazione delle adenoidi usualmente effettuata in età scolare, spesso in concomitanza con la tonsillectomia.

## Indicazioni chirurgiche
Le indicazioni cliniche correnti per l'adenoidectomia sono:
- adenoiditi o sinusiti ricorrenti, rinorrea (scolo di muco dal naso);
- respirazione orale forzata, episodi di apnea notturna, russamento, disturbi del sonno,  sonnolenza diurna;
- occlusione tubarica con otite catarrale ricorrente, ipoacusia trasmissiva (diminuzione dell'udito per accumulo di catarro nell'orecchio medio).;
- disturbi della crescita e del comportamento, anomalie nella crescita dentale/facciale (palato ogivale);
- difficoltà di alimentazione, ritardi e anomalie nel linguaggio (voce nasale).

## Metodo di intervento
In anestesia generale, si utilizza un bisturi ricurvo (adenotomo) e attraverso la bocca si asportano le adenoidi. Un'eventuale emostasi si può effettuare con coagulatore elettrico bipolare.